# Percophidae
Percophidae é uma família de peixes da subordem Trachinoidei.

## Géneros
Existem 11 géneros agrupados em três subfamílias:
- Subfamília Bembropinae:
  - Género Bembrops (Steindachner, 1876)
  - Género Chrionema (Gilbert, 1905)
- Subfamília Hemerocoetinae:
  - Género Acanthaphritis (Günther, 1880)
  - Género Dactylopsaron (Parin, 1990)
  - Género Enigmapercis (Whitley, 1936)
  - Género Hemerocoetes (Valenciennes em Cuvier e Valenciennes, 1837)
  - Género Matsubaraea (Taki, 1953)
  - Género Osopsaron (Jordan y Starks, 1904)
  - Género Pteropsaron (Jordan y Snyder, 1902)
  - Género Squamicreedia (Rendahl, 1921)
- Subfamília Percophinae:
  - Género Percophis (Quoy e Gaimard, 1825)